# Norsethita
La norsethita és un mineral de la classe dels carbonats, que pertany al grup de la dolomita. Va ser anomenada l'any 1959 per Mary Emma Mrose, E.C.T. Chao, Joseph James Fahey, i Charles Milton en honor de Keith Norseth, geòleg de la mina de Westvaco, Wyoming. És isoestructural amb l'ankerita, la dolomita, la kutnohorita i la minrecordita.

## Característiques
La norsethita és un carbonat de fórmula química BaMg(CO₃)₂. Cristal·litza en el sistema trigonal. La seva duresa a l'escala de Mohs és 3,5.

## Formació i jaciments
Es troba com a mineral autigènic en la Formació Green River de Wyoming.